# Senescencia vegetal

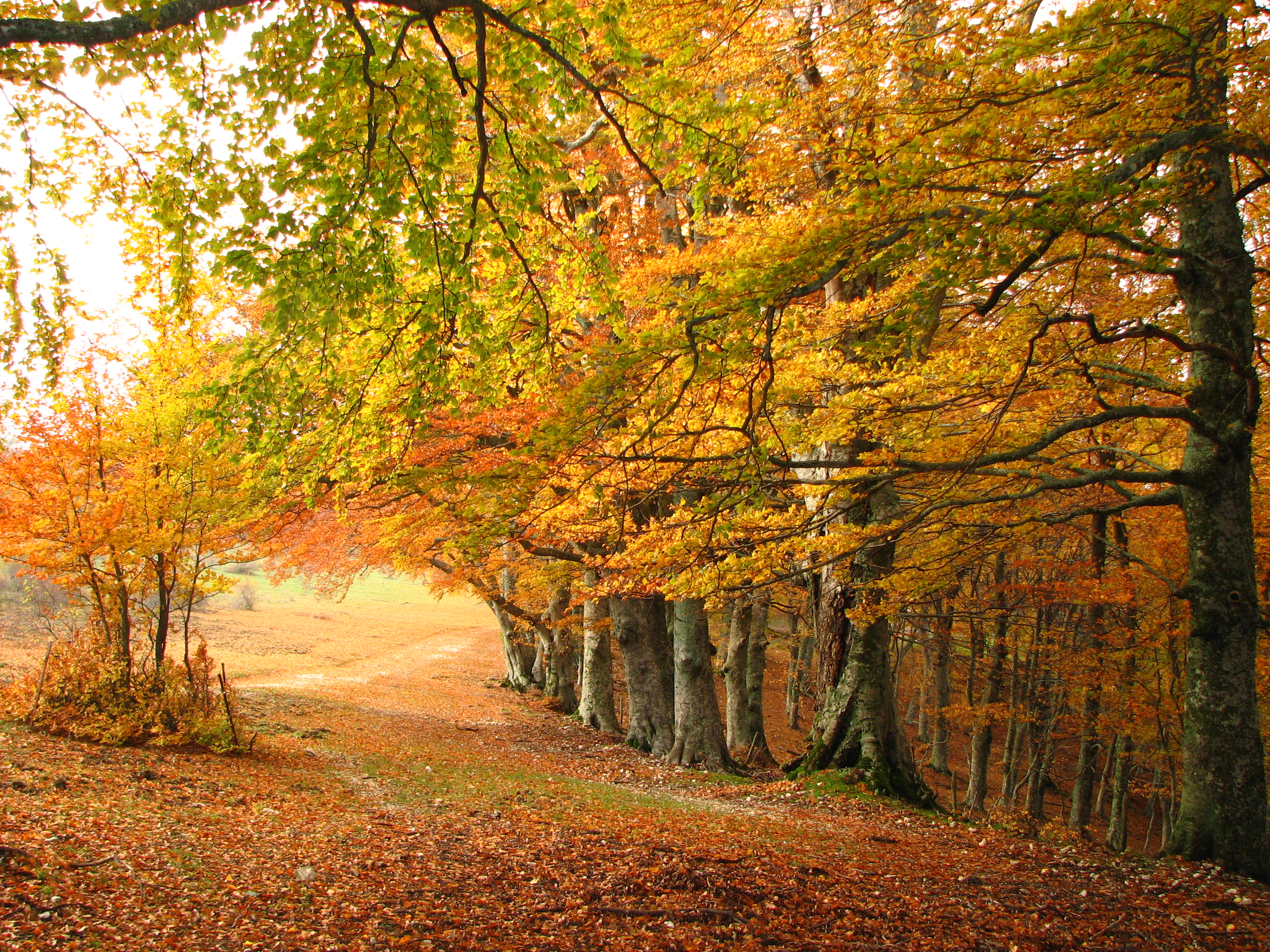
La senescencia foliar ocasiona los característicos colores otoñales de las hojas en los árboles caducifolios.

La senescencia vegetal o senescencia foliar es el proceso de envejecimiento biológico que experimentan las plantas y sus órganos vegetativos, las hojas. Es un proceso degenerativo programado genéticamente en el que se producen cambios en la estructura celular, el metabolismo y la expresión génica, los cuales conducen irreversiblemente a la degradación y muerte de la hoja. Estos cambios son inducidos tanto por el estrés como por causas relacionadas con la edad biológica.
La degradación de la clorofila durante la senescencia foliar deja al descubierto los carotenoides, como la xantófila o pigmentos hidrosolubles como antocianinas que son la causa del cambio de color de las hojas a un tono más amarillento o anaranjado durante el otoño en los árboles caducifolios. La senescencia de las hojas tiene la importante función de reciclar nutrientes, sobre todo nitrógeno, transportando los productos degradados hacia los órganos de crecimiento activo y almacenamiento de la planta.

## Regulación
La regulación de los procesos de senescencia foliar depende tanto de factores endógenos como exógenos. En cuanto a los factores endógenos, el proceso está regulado con fitohormonas, concretamente citoquininas, por ejemplo las de tipo isoprenoide como la zeatina, la dihidrozeatina o la isopenteniladenina. Las citoquininas son sintetizadas en cualquier parte de la planta relacionado con un proceso de desarrollo que presente una intensa división celular. Así, viajan por el floema o el xilema en función de la situación del órgano receptor.
La función de las citoquininas es retrasar la senescencia, regular la síntesis proteica y causar una movilización diferencial de nutrientes hacia los tejidos en los que se encuentran más concentradas. En cambio, una vez desarrollada la planta, la inducción de la senescencia la regula el etileno. El etileno se produce en la raíz y se transporta a las hojas más viejas a través del xilema, donde se ocupa de detener la elongación celular. Los factores exógenos como la falta de luz o la presencia de patógenos también provocan un aumento de etileno, y por tanto alteran el ritmo del desarrollo foliar.
En condiciones normales, durante el desarrollo foliar el etileno no puede inducir la senescencia debido a los efectos de las citoquninas, las cuales actúan en presencia de una concentración alta de auxina, que se reduce a lo largo del desarrollo. Una vez reducido el número de hormonas represoras y aumentado el número de hormonas promotoras, el etileno inicia el proceso de senescencia, el cual es irreversible. Entre estas hormonas promotoras se encuentran el ácido abscísico, el ácido jasmónico y el ácido salicílico como promotores principales, y también intervienen las giberelinas, brasinoesteroides y las estrigolactonas, entre otros.
Durante la senescencia se produce una gran cantidad de cambios metabólicos, entre ellos la disminución de la tasa fotosintética, un incremento de la respiración, la rotura de membranas cloroplásticas, la degradación de clorofila y ácidos nucleicos y la síntesis de algunos pigmentos y otras proteínas como amidas. Además, la degradación de la clorofila revela los carotenoides y las xantofilas, que son la causa del color de las hojas de otoño en los árboles de hojas caducifolias.

## Abscisión foliar
Algunas plantas dejan caer hojas y frutos en respuesta a cambios estacionales basados en temperaturas, fotoperíodo, agua u otras condiciones ambientales. Este proceso es conocido como abscisión y está regulado por interacciones entre auxina y etileno. Durante la temporada de crecimiento, las hojas y frutos jóvenes producen altos niveles de auxina, lo que bloquea la actividad del etileno, por lo que permanecen adheridos al tallo. A medida que cambian las estaciones del año, los niveles de auxina disminuyen y permiten que el etileno inicie la senescencia o el envejecimiento.
En las plantas caducifolias, la última fase de la senescencia es la caída de la hoja. Este proceso se produce en la denominada zona de abscisión. Al mismo tiempo, también se forma una capa de protección contra patógenos. La zona de abscisión se forma en la base del peciolo, donde para poder separarse las células deben degradar su pared celular y la lámina media mediante celulasas y enzimas hidrolíticas. Al perder las paredes celulares desaparece la presión que éstas ejercen, de forma que los protoplastos ganan volumen y terminan creando una presión que provoca la caída de la hoja.

## Senescencia en semillas
La germinación de las semillas es uno de los principales factores determinantes en el rendimiento agrícola. El deterioro de la calidad de las semillas con la edad está asociado a la acumulación de daños en el ADN. En las semillas secas y envejecidas de centeno se producen daños en el ADN con pérdida de viabilidad de los embriones. Las semillas secas de las habas en almacenamiento acumulan daños en el ADN con el tiempo y se reparan en el momento de la germinación. En Arabidopsis thaliana se emplea una ADN ligasa en la reparación de roturas de una hebra y doble cadena de ADN durante la germinación de las semillas, y esta ligasa es un determinante importante de la longevidad de las semillas. En los eucariotas, la respuesta de reparación celular a los daños en el ADN está orquestada, en parte, por la quinasa de control de daños al ADN que es codificada por el gen ATM. Esta quinasa desempeña un papel fundamental en el control de la germinación y la estabilidad genómica de las semillas envejecidas por el estado de quiescencia.